# علم الاجتماع الطبي
علم الاجتماع الطبي (بالإنجليزية: Medical sociology)‏، يشكّل هذا العلم حلقة الوصل بين الاجتماع والطب، إذ يقوم بتحليل الهيئات، والمؤسسات الطبية، وإنتاج المعرفة، وانتقاء أساليب وإجراءات وتفاعلات من أخصائيي الرعاية الصحية والاجتماعية أو الثقافية «مفضلاً ذلك على العيادات السريرية أو الجسدية» في واقع الممارسة الطبية. يهتم علماء الاجتماع الطبي أيضًا بالتجارب النوعية للمرضى، وغالبًا ما يعملون في مجالات الصحة العامة والعمل الاجتماعي وعلم السكان وعلم الشيخوخة لاستكشاف العديد من الظواهر التي تتقاطع مع العلوم الاجتماعية والسريرية. ترتبط التفاوتات الصحية عمومًا بالفئات النموذجية مثل الطبقة والعرق. سرعان ما أصبحت نتائج البحث الاجتماعي الموضوعي قضية معيارية وسياسية.
كانت بدايات العمل على علم الاجتماع الطبي من قبل العالم المعروف لورنس جوزيف هندرسن، والذي ألهمت اهتماماته النظرية في عمل فيلفريدو باريتو أعمال تالكوت بارسونز في نظرية الأنظمة. بارسونز هو أحد الآباء المؤسسين لعلم الاجتماع الطبي ونظرية الدور الاجتماعي التطبيقي في العلاقات التفاعلية بين المرضى وغيرهم. من بين المساهمين الرئيسيين في علم الاجتماع الطبي منذ الخمسينيات هوارد إس بيكر، ومايك بوري، وبيتر كونراد، وجاك دوغلاس، وديفيد سيلفرمان، وفيل سترونغ، وبيرنيس بيسكوسوليدو، وكارل ماي، وآن روجرز، وأنسيلم شتراوس، ورينيه فوكس، وجوزيف دبليو شنايدر.
يُدرّس مجال علم الاجتماع الطبي عادة كجزء من علم الاجتماع أو علم النفس السريري أو الدراسات الصحية الأوسع نطاقًا، أو في درجة الماجستير المخصصة إذ تُدمج أحيانًا مع دراسة الأخلاقيات الطبية والأخلاقيات الحيوية. في بريطانيا، أدخل علم الاجتماع في المناهج الطبية بعد تقرير بانيستر كودينف في عام 1944: «في الطب، قد تؤدي التفسيرات الاجتماعية لمسببات المرض إلى إعادة توجيه تفكير الأطباء عن المعايير السريرية والنفسية البحتة للمرض. فقد ثبت دور العوامل الاجتماعية في التفسير الطبي بقوة في فروع الطب المختلفة. وارتبط ارتباطًا وثيقًا بالطب المجتمعي والاجتماعي، وبالممارسة العامة بعد ذلك».

## نشأة وتطور علم الاجتماع الطبي
ظهر علم الاجتماع الطبي كفرع متخصص من علم الاجتماع في أعقاب الحرب العالمية الثانية. وتشير المصادر العربية إلى ظهور علم الاجتماع الطبي عند العرب في القرن التاسع الميلادي حيث قام العلماء بدراسة الجوانب الصحية والوقائية للحياة.
بدأ العمل في علم الاجتماع الطبي في وقت مبكر عند الغرب، حيث قام لورانس ج هندرسون "Lawrence J Henderson" بالعمل على نظرية المصالح المتجسدة في أعمال فيلفريدو باريتو "Vilfredo Pareto" المستوحاة من تالكوت بارسنز "Talcott Parsons" في المصالح الاجتماعية والنظم النظرية.
بارسونز هو أحد الآباء المؤسسين لعلم الاجتماع الطبي وتطبيق نظرية الدور الاجتماعي للعلاقات التفاعلية بين المرضى وغيرهم.

## المجالات المرتبطة به

### الطب الاجتماعي
الطب الاجتماعي هو مجال مشابه لعلم الاجتماع الطبي، فهو يُدخل التفاعلات الاجتماعية في التفكير الطبي. ومع ذلك، يوجد تدريب مختلف لكل من المجالَين، واختلاف في المسارات الوظيفية والألقاب والتمويل والنشر أيضًا. جادل روز وكالارد في 2010 بأن هذا التمييز قد يكون تعسفيًا.
في الخمسينيات من القرن الماضي، جادل شتراوس بأنه من المهم الحفاظ على استقلال علم الاجتماع الطبي عن الطب؛ بسبب وجود اختلاف في الخطاب الذي يدور حوله علم الاجتماع وأهداف الطب. يخشى شتراوس أنه إذا بدأ علم الاجتماع الطبي في تبني الأهداف الطبية، سيخاطر بفقدان تركيزه على تحليل المجتمع، مما سيحقق مخاوف ريد وجولد وتيمرمانس. يجادل روزنفيلد بأن دراسة علم الاجتماع التي تركز فقط على تقديم توصيات للطب ذات استخدام نظري محدود، وتكون ذات نتائج ضعيفة التطبيق في المواقف الاجتماعية المختلفة.
يجادل ريتشارد بولتون بأن علم الاجتماع الطبي والطب الاجتماعي مجالان «مُنتجان بشكل مشترك»، أي أن الطب الاجتماعي يستجيب لتصور الممارسات الطبية من قبل علم الاجتماع الطبي ويغير الممارسة الطبية والفهم الطبي استجابة لذلك، يُحلل علم الاجتماع الطبي آثار هذه التغييرات. يجادل أيضًا أن الميل إلى النظر إلى نظريات معينة مثل المنهج العلمي (الوضعية) كأساس لكل المعرفة، وعلى العكس من ذلك، فإن الميل إلى رؤية كل المعرفة على أنها مرتبطة ببعض النشاط يخاطران بتقويض مجال علم الاجتماع الطبي.

## مؤسسو علم الاجتماع الطبي
فيما يلي أهم المساهمين في علم الاجتماع الطبي منذ عام 1950:
- Howard S. Becker
- Mike Bury
- Peter Conrad
- Jack Douglas
- David Silverman
- Phil Strong
- Bernice Pescosolido
- Carl May
- Anne Rogers
- Anselm Strauss
- Renee Fox
- Joseph W. Schneider

## علاقة علم الاجتماع والطب
يحتاج الطب إلى معلومات أساسية عن طبيعة ووظائف المنظمات الإنسانية التي تختلف عن نوعية المعلومات الطبية لكي يلعب دوراً فعالاً في المجتمع من خلال جمع أكبر قدر من المعلومات عن نسق العناية الصحية، لأن المجال الطبي يستخدم علم الاجتماع ليس باعتباره هدف ذاتي ولكن وسيلة علاجية.

## دور علم الاجتماع في المجال الطبي
بدء علم الاجتماع في دراسة مشاكل الصحة والمرض والعلاقات الاجتماعية وأصبح الدور الأساسي لعلم الاجتماع في الطب هو تعليم الأطباء المبادئ الأولى لدراسة السلوك الانسانى قبل دراستهم للطب فأصبحت الدراسة السلوكية أساس الدراسة في الطب من اجل العمل على تطوير الكفاءات في المجال الصحي، ولتوسيع نطاق علم الاجتماع في المجال الطبي قاموا بعد ذلك بعمل دورات متخصصة لنيل درجة الماجستير حيث يتم دمجها في بعض الأحيان مع دراسة الأخلاقيات الطبية\أخلاقيات علم الاحياء.
وهنا سوف نجد إسهامات علماء الاجتماع في المجال الطبي قد تركزت على الشكل الآتي:
- دراسة المريض دراسة كليه متكاملة.
- دراسة بحوث الأنماط الاجتماعية المختلفة للسلوك الإنساني (الطبقة الاجتماعية-الثقافة –العرق).

## مجالات الدراسة في علم الاجتماع الطبي
ارتكزت الدراسات في علم الاجتماع على النحو التالي:
- أسباب المرض وتوزيعه في المجتمع.
- الاستجابات الثقافية للمرضى.
- المظاهر الاجتماعية والثقافية التي يمكن ان تؤدى إلى المرض.
- سوسيولوجي المستشفى.
- الضغوط والتغيرات الاجتماعية.

## خصائص علم الاجتماع الطبي
- دراسة العلاقة بين الحالة الصحية والمرضية.
- الاهتمام بالمفاهيم الاجتماعية للصحة والمرض في شكل العادات والتقاليد.
- التأكيد على دراسة التأثير الاجتماعي الذي يمارسه الأفراد على بعضهم البعض.

## الهدف من دراسة علم الاجتماع الطبي
في بريطانيا، قدم علم الاجتماع في مناهج التعليم الطبي تقريراً بـ 1994 توضيحات اجتماعية في الطب عن دعم المسببات المرضية للأمراض وهذا يعني لبعص الأطباء إعادة توجيه الفكر الطبي السريري والتحليل النفسي لمستوى المرضى.
وهذا يساعد على إدخال العوامل الاجتماعية بقوة في معظم التفسير الطبي في فروع الطب وهو يرتبط ارتباطاً وثيقاً بالمجتمع /الطب الاجتماعي، وفيما بعد الممارسة العامة.